# Saint-Augustin (Le Golfe-du-Saint-Laurent)
Pour les articles homonymes, voir Saint-Augustin.
Saint-Augustin est une municipalité du Québec (Canada) située dans la municipalité régionale de comté du Golfe-du-Saint-Laurent qui fait partie de la région administrative de la Côte-Nord. Elle est habitée par les Montagnais de Pakua Shipi.

## Description
Bien que faisant référence à Augustin d'Hippone, docteur de l'Église et père de l'Occident, l'endroit tire son nom d'Augustin Le Gardeur de Courtemanche (1663-1717), premier concessionnaire d'une longue bande de terre s'étendant « depuis la rivière appelée Kegaska jusqu'à celle nommée Kesesakion ».
À l'ouest de la municipalité, de l'autre côté de la rivière Saint-Augustin se trouve la communauté innue de Pakuashipi.

## Démographie
| 1991 | 1996 | 2001 | 2006 | 2011 | 2016 | 2021 |
| ---- | ---- | ---- | ---- | ---- | ---- | ---- |
| 760  | 683  | 626  | 599  | 478  | 445  | 425  |

### Langues
En 2011, sur une population de 470 habitants, Saint-Augustin comptait 2,1 % de francophones et 97,9 % d'anglophones.

## Administration
Les élections municipales se font en bloc pour le maire et les six conseillers.
| Saint-Augustin Maires depuis 2001                                                                                    |                        |         |          |
| Élection | Maire                  | Qualité | Résultat |
| 2001 | Camille Fequet         |         | Voir     |
| 2005 | Camille Fequet         | Voir    |          |
| 2009 | John Albana Bursey     |         | Voir     |
| 2013 | Glen McKinnon          |         | Voir     |
| 2017 | Gladys Driscoll Martin |         | Voir     |
| 2021 | Gladys Driscoll Martin | Voir    |          |
| Élection partielle en italique Depuis 2005, les élections sont simultanées dans toutes les municipalités québécoises |                        |         |          |